# 麥迪遜媒體學院
麥迪遜媒體學院（Madison Media Institute）是一所位於美國威斯康星州麥迪遜專攻媒體領域的營利私立學院。直到2017年以前，這間學院在伊代納 (明尼蘇達州)還有分校。2018年，麥迪遜媒體學院倒閉。

## 歷史
麥迪遜媒體學院是雷沙曼達在1969年所成立的。

## 學術
2015年在全美藝術學院中排在第1229位。

## 相關
- 威斯康辛州學院和大學列表